# Прапор Козової
Прапор Козової — символ селища Козова Тернопільського району Тернопільської області. Затверджений рішенням селищної ради від 21 квітня 2003 р.
Автор проекту — А. Гречило.

## Опис
Квадратне полотнище, яке складається з трьох рівновеликих горизонтальних смуг — зеленої, білої та зеленої, на білому фоні — синій короп, повернутий до древка.

## Зміст
Короп і біла смуга уособлюють річку Коропівку.